# Berjozovka (přítok Kolymy)
Berjozovka (rusky Берёзовка, jakutsky Березовка) je řeka v Jakutské republice v Rusku. Je dlouhá 513 km. Povodí řeky je 24 800 km².

## Průběh toku
Protéká v široké dolině přes Jukagirskou pahorkatinu. V jejím povodí se nachází přibližně 2000 jezer. Ústí zprava do Kolymy.

## Vodní režim
Zdrojem vody jsou dešťové srážky. Zamrzá v říjnu a rozmrzá v polovině května.

## Využití
Řeka je splavná.

## Historie
Na začátku 20. století bylo u řeky nalezeno tělo mamuta, které je vystaveno v Petrohradě v zoologickém muzeu.